# Міжнародний день права знати
Відзначення міжнародного дня права знати було запропоновано на зустрічі громадських організацій із захисту свободи інформації, яка відбулася 28 вересня 2002 року в столиці Болгарії — Софії. Саме ця дата визначена як міжнародний день права знати.
Цього дня громадські організації проводять заходи спрямовані на роз'яснення серед населення права на інформацію, на доступ до публічної інформації, популяризацію ідей свободи інформації. Так, у 2013 році, напередодні міжнародного дня права знати відбувся у кінотеатрі «Кінопанорама» в Києві показ документального фільму-альманаху «Відкритий доступ».
В Україні створена мережа захисників права на доступ до інформації, яка об'єднує громадських активістів, що відстоюють право на доступ до інформації, надає методичну інформацію запитувачам інформації. Цей проект реалізовується громадською організацією Інститут Медіа Права за підтримки Міжнародного фонду «Відродження».